# Purpuricenus chopardi
Purpuricenus chopardi là một loài bọ cánh cứng trong họ Cerambycidae.